# وزیر (ننگرهار)
وزیر (به لاتین: Wazir) یک منطقهٔ مسکونی در افغانستان است که در ولسوالی خوگیانی واقع شده‌است.